# Финал Кубка Англии по футболу 1898
Финал Кубка Англии 1898 года (англ. 1898 FA Cup Final) — футбольный матч, завершавший розыгрыш Кубка Англии сезона 1897/98. Он стал 27-м финалом Кубка Футбольной ассоциации, также известного как Кубок Англии, старейшего футбольного турнира в мире. Матч прошёл 16 апреля 1898 года на стадионе «Кристал Пэлас» в Лондоне. В нём встретились английские клубы «Ноттингем Форест» и «Дерби Каунти». Победу со счётом 3:1 одержал клуб из Ноттингема благодаря «дублю» Артура Кейпса и голу Джона Макферсона, на что «Дерби Каунти» сумел ответить только одним голом, который забил Стив Блумер.

## Перед матчем
В финале встретились «Дерби Каунти» и «Ноттингем Форест». За пять дней до финала Кубка Англии команды сыграли друг с другом в Первом дивизионе. Тогда разгромную победу со счётом 5:0 одержал «Дерби Каунти», поэтому «бараны» считались фаворитами финального матча, хотя в чемпионате сыграли только пятеро из одиннадцати игроков, которые «Форест» выставил на заключительную игру Кубка.

## Путь к финалу

### «Ноттингем Форест»
| Ноттингем Форест             | 4:0 | Гримсби Таун |
| ---------------------------- | --- | ------------ |
| Макиннес, Ричардс (2), Кейпс |     |              |

| Ноттингем Форест              | 4:0 | Гейнсборо Тринити |
| ----------------------------- | --- | ----------------- |
| Макиннес, Ричардс (2), Бенбоу |     |                   |

| Вест Бромвич Альбион | 2:3 | Ноттингем Форест          |
| -------------------- | --- | ------------------------- |
|                      |     | Форман, Ричардс, Спаунсер |

| Саутгемптон | 1:1 | Ноттингем Форест |
| ----------- | --- | ---------------- |
|             |     | Бенбоу           |

| Ноттингем Форест  | 2:0 | Саутгемптон |
| ----------------- | --- | ----------- |
| Макиннес, Ричардс |     |             |

Источник: Smales, Ken. Nottingham Forest. The Official Statistical History.

### «Дерби Каунти»
| Дерби Каунти | 1:0 | Астон Вилла |
| ------------ | --- | ----------- |
|              |     |             |

| Вулверхэмптон Уондерерс | 0:1 | Дерби Каунти |
| ----------------------- | --- | ------------ |
|                         |     |              |

| Дерби Каунти | 1:1 | Ливерпуль |
| ------------ | --- | --------- |
| Стивенсон    |     | Брэдшо    |

| Ливерпуль | 1:5 | Дерби Каунти         |
| --------- | --- | -------------------- |
| Бектон    |     | Боуг (3), Блумер (2) |

| Дерби Каунти | 3:1 | Эвертон |
| ------------ | --- | ------- |
|              |     |         |

## Финальный матч
Счёт в матче на 19-й минуте открыл игрок «Форест» Артур Кейпс. На 31-й минуте Стив Блумер сравнял счёт после удара головой. Ближе к концу первого тайма произошёл решающий эпизод матча. Ричардс попытался замкнуть прострел Макиннеса, но Фрайер был первым на мяче. Вратарь «Дерби Каунти», однако не смог удержать мяч в руках, и Кейпс забил гол уже в пустые ворота. Затем «Форест» потерял одного игрока из-за травмы, но Джон Макферсон на 86-й минуте установил окончательный счёт: 3:1 в пользу «Ноттингем Форест».
Из отчёта о матче с сигаретной карточки John Player's: «Джон Гудолл, игравший на правом фланге «Дерби Каунти», откровенно признал, что “победила лучшая команда”. Все знаменитые критики предрекали лёгкую победу для “Дерби”, и следует отдать должное “Форест” не только за борьбу против грозного соперника, но и результат против всех прогнозов. Нападающие “Фореста” гораздо лучше взаимодействовали между собой, нежели нападающие соперника. Форман, Макферсон и Рэгг сформировали связку, которой было трудно противостоять. Кейпс забил два за “Форест”, а Макферсон стал автором третьего гола. Блумер забил единственный гол за “Дерби”. Итог: “Ноттс Форест” 3 гола, “Дерби Каунти” 1 гол».
На послематчевой фотографии игроки «Ноттингем Форест» надели белые футболки «Дерби Каунти», так как красные футболки «Фореста» были сочтены слишком «скучными», и первоначальная фотография была переснята.

## Отчёт о матче
| Ноттингем Форест                | 3:1     | Дерби Каунти |
| ------------------------------- | ------- | ------------ |
| - Кейпс 19′ 42′ - Макферсон 86′ | (отчёт) | Блумер 31′   |

| Ноттингем Форест | Дерби Каунти |

| Ноттингем Форест: |  |                  |
|                   |  |                  |
| Вр                |  | Дэн Оллсопп      |
|                   |  | Арчи Ритчи       |
|                   |  | Адам Скотт       |
|                   |  | Фрэнк Форман (к) |
|                   |  | Джон Макферсон   |
|                   |  | Уилли Рэгг       |
|                   |  | Том Макиннес     |
|                   |  | Чарли Ричардс    |
|                   |  | Лен Бенбоу       |
|                   |  | Артур Кейпс      |
|                   |  | Альф Спаунсер    |
| Секретарь:        |  |                  |
| Гарри Халлем      |  |                  |

| Дерби Каунти:   |  |                  |
|                 |  |                  |
| Вр              |  | Джек Фрайер      |
|                 |  | Джимми Метвен    |
|                 |  | Джо Липер        |
|                 |  | Джон Кокс        |
|                 |  | Арчи Гудолл      |
|                 |  | Джимми Тернер    |
|                 |  | Джон Гудолл      |
|                 |  | Стив Блумер      |
|                 |  | Джон Боуг        |
|                 |  | Джимми Стивенсон |
|                 |  | Хью Маккуин      |
| Главный тренер: |  |                  |
| Гарри Ньюбоулд  |  |                  |